# 拉馬迪之戰 (2014年至2015年)
拉馬迪之戰於2014年11月至2015年5月進行，最終伊斯兰国成功佔領伊拉克安巴尔省首府拉馬迪。
期間伊斯蘭國武裝分子多番攻擊拉馬迪。2014年12月8日，武裝分子攻擊拉馬迪市政府大樓，被伊拉克政府軍擊退，23名武裝分子被擊斃。2015年5月中，在沙塵暴的掩護下，武裝分子以150人的少數兵力再次進攻有6,000名政府軍駐守的拉馬迪。
2015年5月14日，伊斯蘭國武裝分子以多輛裝甲推土機和自殺炸彈客駕駛的悍馬開路，衝破政府軍陣地，佔領了警察總部、政府建築物和拉馬迪大清真寺。5月17日，武裝分子完全控制拉馬迪。估計有至少500名平民和安全部隊成員在5月15日至17日期間喪生。

## 後事
駐守拉馬迪的伊拉克軍隊雖然在人數上佔有極大優勢，卻仍然潰敗，美國國防部長阿什顿·卡特事後批評伊拉克軍隊缺乏戰意。
為了對付伊斯蘭國以自殺炸彈車輛衝擊敵軍陣地的戰術，美國向伊拉克軍隊提供2,000套AT-4肩托式無後座力炮。
2015年12月28日，伊拉克軍隊收復拉馬迪。